# Aristida migiurtina
Aristida migiurtina là một loài thực vật có hoa trong họ Hòa thảo. Loài này được Chiov. mô tả khoa học đầu tiên năm 1928.